# Süleyman Oktay
İsmail Süleyman Oktay (* 1. Januar 1959 in Istanbul) ist ein ehemaliger türkischer Fußballspieler und -trainer. Als Eigengewächs und jahrelanger Spieler wird er mit Beşiktaş Istanbul assoziiert. Bei diesem Verein spielte er auch seine gesamte Karriere lang. Positionsbedingt und aufgrund seiner wasserstoffblonden Haare wurde er rückwirkend mit dem niederländischen Abwehrstar Ronald Koeman in Verbindung gebracht. Oktay war wie auch Koeman wegen seiner starken Schüsse gefürchtet, mit denen er einige Male Distanztreffer erzielte. Aufgrund seiner blonden Haare wegen wurde er zu Spielerzeiten Sarı Süleyman (dt.: Blonder Süleyman) genannt.

## Spielerkarriere

### Verein
Oktay begann mit dem Vereinsfußball in der Jugend des Istanbuler Traditionsvereins Beşiktaş. Hier wurde er zur Saison 1977/78 auf Anweisung des damaligen Cheftrainers Milovan Ćirić mit einem Profivertrag ausgestattet in den Profikader aufgenommen. Sein Debüt für die Profimannschaft gab er bei der TSYD-Turnierbegegnung vom 12. August 1977 gegen den Erzrivalen Fenerbahçe Istanbul. Ćirić verließ nach diesem vorsaisonellen Turnier den Verein und wurde durch eine Spielerlegende des Vereins, durch Recep Adanır ersetzt. Dieser bevorzugte eher erfahrene Spieler, sodass Oktay den Rest der Spielzeit entweder auf der Ersatzbank saß oder für das Reserveteam aktiv war. Adanır wurde im Saisonverlauf durch Miloš Milutinović abgelöst. Unter diesem Trainer bestritt Oktay dann gegen Saisonende seine erste Erstligabegegnung.
In seiner zweiten Saison, der Saison 1978/79 erhielt er unter dem neuen Trainer Doğan Andaç zu Saisonbeginn zwei Kurzeinsätze und saß dann bis zum Start der Rückrunde auf der Ersatzbank. Am ersten Spieltag der Rückrunde befand er sich in der Startelf und spielte über die volle Spiellänge. Mit diesem Spiel gelang ihm der Durchbruch, sodass er fortan einen Stammplatz hatte. Zum Saisonende wurde Andaç durch Serpil Hamdi Tüzün ersetzt. Auch unter Tüzün behielt Oktay seinen Stammplatz und entwickelte sich weiter zu einem Leistungsträger. In der Spielzeit 1980/81 belegte seine Mannschaft nach zwei erfolglosen Jahren mit dem fünften Tabellenplatz wieder einen Tabellenplatz in der oberen Tabellenhälfte. Für die Spielzeit 1981/82 wurde Đorđe Milić als neuer Cheftrainer eingestellt. Unter diesem war Oktay anfangs ebenfalls gesetzt und schaffte es sogar im Oktober 1981 zum Nationalspieler. Zur Winterpause hin verlor er dann seinen Stammplatz und spielte fortan nicht mehr regelmäßig. Zum Saisonende erreichte die Mannschaft die seit fünfzehn Jahren erhoffte türkische Meisterschaft.
Die nächsten beiden Spielzeiten wurde Oktay von den Trainern nicht mehr bevorzugt und kam als Ergänzungsspieler zu einigen Einsätzen. Zum Sommer 1984 beendete dann seine aktive Profifußballspielerlaufbahn.

### Nationalmannschaft
Oktay lief 1979 zweimal für die Türkische U-21 Nationalmannschaft auf. Im Rahmen eines WM 1982-Qualifikationsspiels gegen die Nationalmannschaft der UdSSR wurde Oktay vom damaligen Nationaltrainer Fethi Demircan in den Mannschaftskader der Türkischen Nationalmannschaft nominiert. In dieser Partie vom 7. Oktober 1981 bestritt er sein erstes und einziges Länderspiel.

## Trainerkarriere
Oktay arbeitete ab dem Sommer 2000 für zwei Jahre als Nachwuchstrainer bei Beşiktaş Istanbul.

## Erfolge

### Als Spieler
- Mit Beşiktaş Istanbul
  - Türkischer Meister (1): 1981/82
  - Türkischer Pokalfinalist (1): 1983/84
  - Başbakanlık Kupası (1): 1977
  - TSYD Kupası (1): 1983/84